# Кероген
Кероген је чврста нерастворна органска супстанца у седиментним стенама. То је најзначајнији и најзаступљенији облик органске супстанце у геосфери.
Кероген је главни састојак угљева, битуминозних шкриљаца, изворних стена за нафту и других стена са органским супстанцама. Потпуно је нерастворан у органским и неорганским растварачима.
Настаје у катагенези, другој фази трансформације органске супстанце геосфере. Прва фаза је дијагенеза, где инсолубилизацијом и на крају ослобађањем угљен-диоксида, воде, амонијака и метана из интермедијерних полимера, настаје кероген. Његов настанак означава крај дијагенезе.  
Краковањем керогена постаје битумен, одн. нафта.